# リム・オブ・ザ・ワールド
『リム・オブ・ザ・ワールド』（原題：Rim of the World）は、ザック・ステンツが脚本を担当し、マックGが監督を務めた2019年公開のアメリカのSFアドベンチャー映画。主演は、ジャック・ゴア、ミヤ・チェック、ベンジャミン・フローレス・ジュニア、およびアレッシオ・スキャルツォット。1980年代の子ども向けアドベンチャー映画をザック・ステンツが現代風にアレンジした本作は、2019年5月24日にNetflixで配信された。本作は、配信された週にイギリスのSVODサービスで最も見られたコンテンツとなり、『デッド・トゥ・ミー 〜さようならの裏に〜』シリーズや『リバーデイル』の視聴者数を抜いた。

## あらすじ
オタクのアレックス（ジャック・ゴア）、お調子者のダリウシュ、タフな男ガブリエル、おてんば娘シンシンの4人の子どもたちは、南カリフォルニアの山にある「リム・オブ・ザ・ワールド」と呼ばれるサマーキャンプで初めて出会う。
一方、宇宙では、エイリアンが世界各地を攻撃し始める。 間もなく4人は、国際宇宙ステーション（ISS）からの脱出カプセルを発見し、脱出カプセルから宇宙飛行士のコリンズ少佐が出てくるのを目撃する。彼女はアレックスに、エイリアンの母艦の位置情報が入ったUSBをカリフォルニア州パサデナにあるジェット推進研究所（JPL）まで届けて欲しいと託す。
4人は道中の様々なトラブルを乗り越えることでお互いを知り、絆を深めていく。
一行はジェット推進研究所にたどり着くもすでに壊滅していた。それでも、4人は力を合わせてUSBを使って、エイリアン母艦を撃破するための切り札「エクスカリバー」を起動し、エイリアンの侵略を阻止する。 

## キャスト
※括弧内は日本語吹替
- アレックス - ジャック・ゴア（英語版）（山崎智史）

臆病なスマート13歳のティーンエイジャー。
- シンシン - ミヤ・チェック（清水詩音）

中国出身の少女。
- ダリウシュ - ベンジャミン・フローレス・Jr（英語版）（吉永拓斗）

甘えん坊の金持ちのティーンエイジャー。
- ガブリエル - アレッシオ・スカルゾット（徐斌）

未成年の拘禁センターから逃げた10代の若者。
- ローガン - アンドリュー・バチェラー（英語版）（藤原大智）

キャンプカウンセラー。
- グレース - アナベス・ギッシュ（今泉葉子）

アレックスの母親。
- ルー - スコット・マッカーサー（英語版）（津田健次郎）
- ホーキング大尉 - ディーン・S・ジャガー（佐々木祐介）
- コーリー将軍 - マイケル・ビーチ（大川透）
- コリンズ少佐 - リン・コリンズ（塙英子）
- キャンプ主任 - デヴィッド・テューン（佐々木薫）
- コンラッド - トニー・カヴァレロ（英語版）（中務貴幸）
- Carl - Carl McDowell
- Angeline - プナム・パテル（英語版）
- 税関職員 - ジェイソン・ローゲル（英語版）
- クリスおじさん - クリス・ワイルド（英語版）
- ウェス - ルディ・マンクーソ（英語版）
- Lucy - Amanda Cerny
- タクシー運転手 - アラン・グラフ（英語版）
- 若い兵士 - キャメロン・フラー
- アレックスの父 - リチャード・ゴア（丹羽正人）
- ダリウシュの父 - ピーター・パロス（英語版）
- ジップラインカウンセラー - アニー・カバレロ

## 製作
脚本家のザック・ステンツは、1980年代にアンブリン・エンターテインメントでスティーヴン・スピルバーグが制作していた冒険映画のようだな作品を気に入っており、子どもたちが親や携帯電話から隔離されたサマーキャンプを舞台にする形でこれを再現しようと考え、そこにエイリアンの要素を加えて構想をまとめていった。
ステンツは2016年前半の段階でエージェントに構想の内容を伝えていたものの、ヒットしないだろうと言われたが、あきらめきれずに脚本化した。
初稿の3分の2まで進んだところ、1980年代の映画をオマージュしたテレビドラマ『ストレンジャー・シングス 未知の世界』が人気を博す。ステンツはWIREDとのインタビューの中で、同作の人気を通じて、80年代の映画が好まれていることを確信したと振り返っている。
2018年3月に、マックGが「リム・オブ・ザ・ワールド」という題名でザック・ステンツの脚本を映像化して、Netflixで配信する予定であることが報じられた配信した。 インタビューの中で、Stentz氏は2017年という早い時期にスクリプトの作成を開始し、Netflixとの契約は1年後に終了したことを明らかにしました。  主な生産はカリフォルニア州ロサンゼルスで 2018年5月に始まりました。   2018年6月には、キャストが発表されました。 
主要撮影は2018年6月に始まりました 。生産は40日のシュートをカバー 

## 批評
批評収集ウェブサイトRotten Tomatoesでは、9件のレビューに基づく33％の承認評価を得ており、加重平均は3.8 / 10です 。 
WIREDのアダム・ロジャース（ADAM ROGERS）は、本作は遊園地の乗り物のように勢いがあって楽しいと評価している。